# Acroneuria bachma
Acroneuria bachma là một loài cánh úp thuộc họ Perlidae. Tên khoa học của loài này đựoc Cao & Bae công bố hợp lệ lần đầu tiên năm 2007.